# سيد عبد الكريم
سيد عبد الكريم (26 يوليو 1936 - 31 مارس 2012 )، ممثل مصري. حاصل على درجة الدكتوراه في الزراعة. أستاذ المبيدات بكلية الزراعة بمشتهر. شارك بالعديد من أعمال الكاتب أسامة أنور عكاشة.

## عن حياته
الفنان الراحل كان يعمل في الأصل أستاذا جامعيا، حيث تخصص في علم مقاومة الآفات بكلية الزراعة، لذا كان زملاؤه في الجامعة يعتبرونه أستاذا جامعيا بدرجة فنان، وفي نفس الوقت كان زملاؤه في الوسط الفني يتعاملون معه على أساس أنه فنان بدرجة أستاذ جامعة. ورغم موهبة سيد عبد الكريم فإن والده كان يعارض احترافه الفن ويريده أن يعمل في مهنة مرموقة ذات مكانة اجتماعية، وبالفعل عمل سيد عبد الكريم كمدرس جامعي بعد تخرجه، لكن الفن اجتذبه، وكانت المفاجأة أنه غامر وجسّد شخصية «عربجي» في أول مسلسلاته التلفزيونية «النصيب»، وهي شخصية بعيدة تماما عن طبيعة مهنته الأساسية ومع إتقانه للدور وبراعته فيه توالت عليه الأعمال الفنية واحداً تلو الآخر.

## بدايته
بدأت رحلته مع الفن منذ صغره، حيث كان يقلد والده ويرتدي ملابسه بطريقة مميزة كانت تثير دهشة من حوله، خصوصا أصدقاؤه وأشقاؤه، وعندما التحق بمدرسة رياض باشا الابتدائية بمنطقة الرمل بالإسكندرية سارع بالمشاركة في فريق التمثيل بالمدرسة، وكان محبوبا جدا من زملائه لخفة ظله وأيضا لطيبته الشديدة، وأطلق عليه أصدقاؤه لقب «كيمو» نسبة إلى اسم عبد الكريم، كما كان عضوا بارزا في فريق التمثيل بمدرسة الرمل الثانوية، وقام ببطولة الكثير من المسرحيات.
أما في المرحلة الجامعية، فكان سيد عبد الكريم دائم الاستماع إلى نصائح الفنانين الكبار الذين كانوا يأتون من وقت لآخر لمشاهدة العروض المسرحية بالجامعة، حيث نصحه وقتها المخرج الراحل نور الدمرداش بأن يركز في التمثيل ويبتعد عن الإخراج، خصوصا أنه كان أحيانا يقوم بإخراج بعض الأعمال المسرحية.

## أهم أعماله
تخصص الراحل في تقديم الدراما التلفزيونية، حيث وصلت أعماله فيها لأكثر من 70 عملا، بعد أن برع في تجسيد أدوار «المعلم»، والرجل الشعبي البسيط الذي يتصرف بشهامة «ابن البلد» ويتمتع بشعبية بين أهل منطقته. ورغم عدم تقديمه لأدوار البطولة فإنه تميز في الأدوار الثانية والمساعدة للنجوم، حيث عمل مع كبار الفنانين، منهم يحيى الفخراني وصلاح السعدني وممدوح عبد العليم وهشام سليم وغيرهم من النجوم.
ويعد مسلسل «ليالي الحلمية» أحد أهم مسلسلات سيد عبد الكريم على الإطلاق، الذي جسّد من خلاله شخصية «المعلم زينهم السماحي» وهو الاسم الذي لازمه إعلاميا واشتهر به كذلك بين جمهوره. كما شارك الراحل في الكثير من المسلسلات الناجحة منها «راس القط» مع الفنان صلاح ذو الفقار، و«جمهورية زفتى»، و«زيزنيا»، و«هي والمستحيل»، و«خالتي صفية والدير»، و«امرأة من زمن الحب» و«أميرة في عابدين».
أما في السينما، فيعد دوره في فيلم «المهاجر» مع المخرج يوسف شاهين، واحدا من أهم أعماله السينمائية، وكذلك دوره في فيلم «كتيبة الإعدام» مع الفنان نور الشريف.

## وفاته
توفي الفنان سيد عبد الكريم في يوم السبت 31 مارس عام 2012 عن عمر يناهز 76 عاماً نتيجة أزمة قلبية حادة.

## روابط خارجية
- سيد عبد الكريم على موقع الدهليز
- سيد عبد الكريم على موقع قاعدة بيانات الأفلام العربية